# Dieter Heun
Dieter Heun (geboren 13. Februar 1941 in Darmstadt; gestorben 26. November 2023) war ein deutscher Fotograf, Heimatkundler und Sachbuchautor. Als Chronist der Stadt Burgdorf in der Region Hannover erwarb er sich in jahrzehntelanger ehrenamtlicher Arbeit einen Ruf als „fotografisches Gedächtnis“ seiner Wahlheimat.

## Leben
Dieter Heun arbeitete in verschiedenen Justizbehörden in Niedersachsen, darunter im Landesrechnungshof in Hildesheim, sowie im Justizministerium des Landes Sachsen-Anhalt in Magdeburg. 1971 übersiedelte er mit seiner Ehefrau Brigitte nach Burgdorf im Landkreis Hannover.
Nach dem Eintritt in den Ruhestand konzentrierte sich das Ehepaar auf die Fotografie. Dieter Heun trat in den Burgdorfer Verkehrs- und Verschönerungsverein (VVV) ein, wurde eines der aktivsten Mitglieder dieses Vereins und dokumentierte rund zwei Jahrzehnte lang zahlreiche Ereignisse der Stadtgeschichte, die er in den Burgdorfer Jahreschroniken inhaltlich und auch in Bildern festhielt. Ab 2008 veröffentlichte er gemeinsam mit dem Heimatforscher Heinz Neumann die Zeitgeschichtlichen Hefte der Stadt Burgdorf sowie mehr als 15 weitere vom VVV oder vom Förderverein Stadtmuseum herausgegebene Publikationen.
Heun war Gründungsmitglied der in der Burgdorfer Südstadt angesiedelten Paulus-Stiftung für christliches und soziales Engagement, für die er sich mehr als ein Jahrzehnt engagierte.
2009 wurde er für seine Verdienste um die Stadt Burgdorf 2009 mit der Bürgermedaille ausgezeichnet. Er wandte sich ab 2012 in Zusammenarbeit mit der pensionierten Grundschullehrerin Heidi Rust gezielt auch an ein jüngeres Publikum. So entstanden auch für Kinder leicht verständliche Schriften der Heimatkunde wie beispielsweise Komm mit! – eine unterhaltsame Reise durch die Burgdorfer Stadtgeschichte für Kinder und Erwachsene.
Für das von Heidi Rust, Dieter Heun und Tobias Teuber verfasste Buch Bomben über Burgdorf interviewten die Autoren 44 Zeitzeugen und recherchierten in  London und Washington, D. C. Original-Dokumente für ihr 2020 erschienenes Buch, zugleich die Begleitschrift für die vom VVV veranstaltete gleichnamige Ausstellung in der Burgdorfer KulturWerkStadt.
Das Autoren-Duo Heun und Rust, das sein Wissen auch auf zahlreichen Vorträgen und Führungen teilte, publizierte zuletzt 2022 Kurzporträts bekannter Persönlichkeiten der Stadtgeschichte.

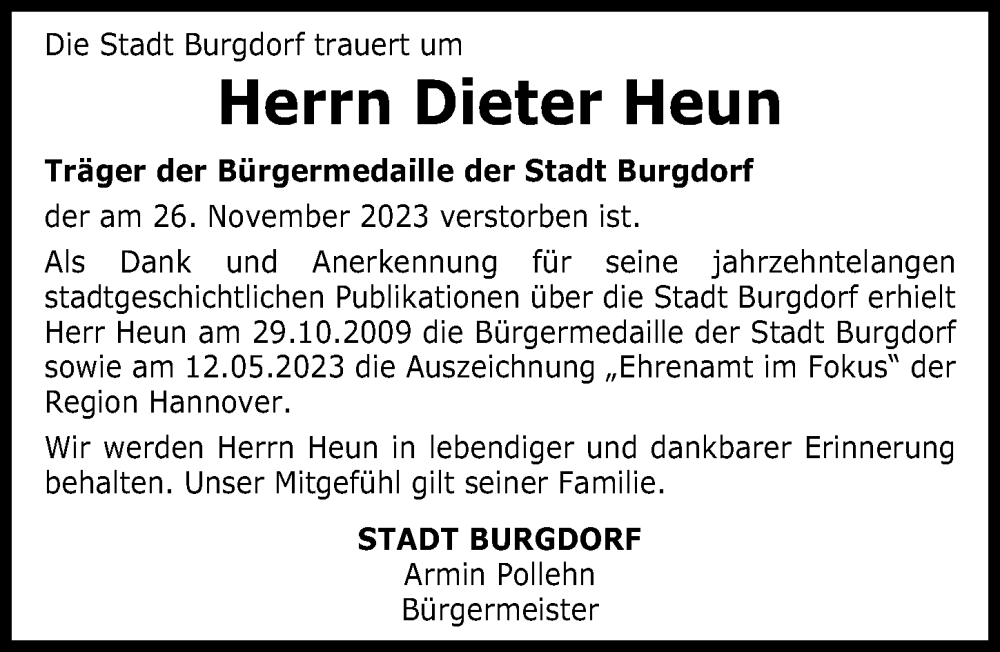
Im Auftrag von Bürgermeister Armin Pollehn aufgegebene Traueranzeige der Stadt Burgdorf

Wenige Monate vor seinem Tod wurde Heun ein weiteres Mal ausgezeichnet: Am 12. Mai 2023 würdigte Regionspräsident Steffen Krach im Haus der Region Hannover bei der Veranstaltung „Ehrenamt im Fokus“ die kulturellen Leistungen Heuns und Rusts, die beide jedoch bei der Preisverleihung nicht anwesend waren.
Dieter Heun starb im Alter von 82 Jahren und wurde am 8. Dezember 2024 auf dem kirchlichen Friedhof an der Uetzer Straße beigesetzt, dem denkmalgeschützten Neuen Friedhof Burgdorfs.

## Schriften (Auswahl)
- Heinz Neumann, Dieter Heun: Zeitgeschichtliche Hefte der Stadt Burgdorf, 5 Bände inklusive einer CD-ROM (1141 Seiten, Word), 1870 bis 1984, Burgdorf: Selbstverlag der Stadt Burgdorf, 2008
  - Bd. 1: Burgdorf in der Zeit des Kaiserreichs und der Weimarer Republik. 1870 bis 1932
  - Bd. 2: Burgdorf in der Zeit des Nationalsozialismus. 1933 bis 1945
  - Bd. 3: Burgdorf in der Nachkriegszeit und in der Zeit des Wirtschaftswunders. 1945 bis 1965
  - Bd. 4: Burgdorf in der Zeit vor und nach der Gebietsreform. 1966 bis 1984
  - Bd. 5: Burgdorfer Häuser - Burgdorfer Köpfe. Alte Häuser und ihre Geschichte und Erinnerungen an Bürger unserer Stadt
- Die Straßennamen in Burgdorf. Herkunft, Bedeutung, Geschichte, Burgdorf: Verkehrs- und Verschönerungsverein, 2011
- Als die Diplomaten in Burgdorf tagten. Das Schloss an der Aue im Zentrum bedeutender Ereignisse, Burgdorf: Bleich, 2011
- Dieter Heun, Heidi Rust: Tatort Burgdorf. Jedes Jahr ein Mord. Spektakuläres und Kurioses aus der Burgdorfer Kriminalgeschichte, Burgdorf: Verkehrs- und Verschönerungs-Verein der Stadt Burgdorf (VVV), 2013
- Dieter Heun, Heidi Rust: Die Niemacks. Auf den Spuren einer Burgdorfer Familie, hrsg. vom VVV, Burgdorf: Bleichen, 2013; Digitalisat über die Seite magdalenenfriedhof.de
- Dieter Heun, Heidi Rust: Frédéric, mon amour. Das Tagebuch der Louise Rougemont; Burgdorf in der Franzosenzeit, Burgdorf: Verkehrs- und Verschönerungsverein, 2014
- Dieter Heun, Heidi Rust: Die Nudeln war'n lecker. Das Hotel am Försterberg; seine Geschichte – seine Gäste, Burgdorf: Verkehrs- und Verschönerungsverein, 2015
- Dieter Heun, Heidi Rust: Ab nach Amerika! Burgdorfer Auswanderer im 19. Jahrhundert, Burgdorf: Förderverein Stadtmuseum Burgdorf e.V., 2016
- Dieter Heun, Heidi Rust: Schatten auf der Seele. Burgdorfer Zeitzeugen berichten von Krieg, Flucht und Vertreibung, hrsg. vom Förderverein Stadtmuseum Burgdorf e.V., Burgdorf: Bleich Drucken und Stempeln, 2018
- Heidi Rust, Dieter Heun, Tobias Teuber: Bomben über Burgdorf, Begleitschrift zur gleichnamigen Ausstellung des VVV in der Kulturwerkstadt Burgdorf, Burgdorf: [ca. 2022]
- Dieter Heun, Heidi Rust: 112 ... nicht nur wenn's brennt. Die Burgdorfer Feuerwehr wie man sie nicht kennt, Burgdorf: Bleich Drucken und Stempeln, 2021
- Meine Straße, in der Reihe Wir sind Burgdorf, Hannover: Verlagsgesellschaft Madsack GmbH & Co. KG, circa 2016ff.:
  - Folge 21: Am Vorwerk, 2016, S. 12
  - Folge 23: Wolfskuhlen, 2017, S. 8
  - Folge 26: Der Burgweg in Heessel, 2018, S. 6
  - Folge 27: Die Vizestraße in Ramlingen, 2018, S. 8